# Chiesa di San Lorenzo Martire (Palosco)
La chiesa di San Lorenzo Martire è la parrocchiale di Palosco in provincia di Bergamo. Risale al XV secolo.

## Storia

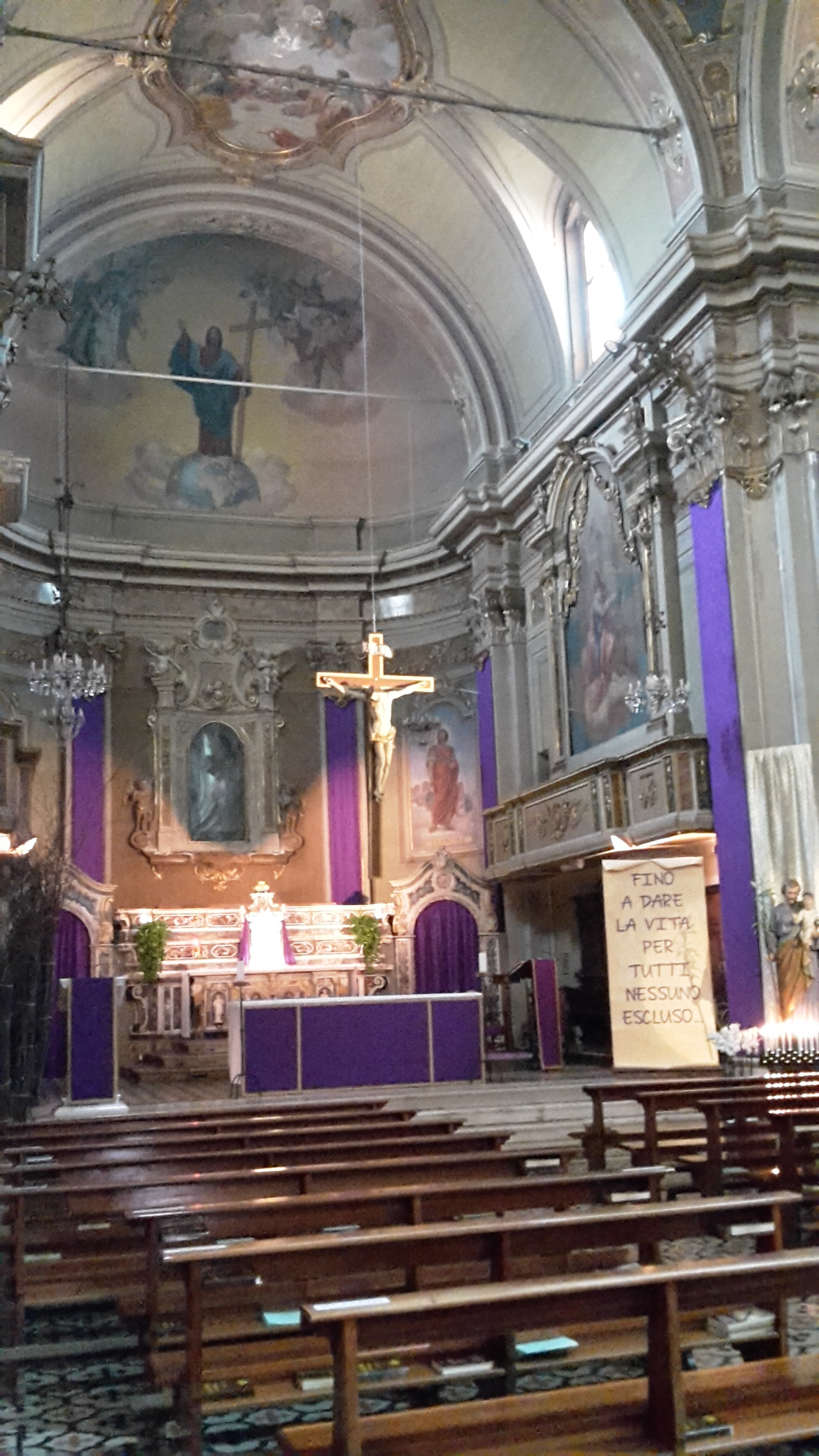
Interno della navata di San Lorenzo Martire.

La primitiva chiesa medievale, documentata in tempi precedenti e già oggetto di restauri nel 1444, fu riedificata attorno al 1470. La solenne consacrazione del primo tempio venne celebrata nel 1485.
Nel XVI secolo la chiesa venne ampliata con l'erezione delle cappelle laterali e in seguito, nel 1548, venne riconsacrata.
La prima sacrestia venne costruita nel 1699 poi, nel 1766, venne aperto il cantiere per l'ampliamento dell'edificio. Ultimati i lavori strutturali venne costruito l'organo nella cantoria, realizzato da Giuseppe Serassi.
Verso la fine del XIX secolo la chiesa assunse le forme che ci sono pervenute anche grazie agli arricchimenti decorativi all'interno opera di Pietro Poloni.
Durante il XX secolo vennero realizzati particolari come la sistemazione con piccole colonne del sagrato, la costruzione del nuovo altar maggiore, realizzato da Bernardo Butti e Giuseppe Zini. Fu messo in opera l'adeguamento liturgico con conseguente risistemazione della parte presbiteriale e infine, nel 2011, venne restaurata anche la facciata.

## Descrizione
Posizionata al centro di Palosco, la facciata neoclassica disposta su due ordini con frontone triangolare superiore è suddivisa verticalmente in tre parti dalle otto colonne (disposte sui due ordini) e dominata dalla mole della torre campanaria. Al centro in alto, sul frontone, la statua di San Lorenzo. Nell'interno la navata è unica.
Conserva il Sacrificio di Melchisdec, attribuito a Francesco Ricchino. Nella sacrestia armadi finemente lavorati di Giovan Battista Caniana.